# امامقلی میرزا (پسر شاه عباس)
امامقلی میرزا، پسر ششم و آخرین فرزند شاه عباس بزرگ  بود که در سه شنبه ۲۷ جمادی الاول سال ۱۰۱۱ هجری به‌دنیا آمد. شاه عباس او را امامقلی میرزا نامید و به او لقب امان‌الله میرزا داد.

## زندگانی
سفیر اسپانیا که در سال ۱۰۲۷ او را دیده می گوید:
امامقلی میرزا پسر کوچک شاه بسیار مودب و نجیب بود و با اینکه سنش از ۱۷ یا ۱۸ سال نمی گذشت یک همسر و یک فرزند داشت.
شاه عباس پس از کشتن پسر بزرگ خود محمدباقر میرزا به پسر دیگر خود محمدرضا میرزا نیز بی اعتنایی می کرد، او به امامقلی علاقه زیادی داشت و پس از آنکه در فیروز کوه بیمار شد دستور داد امامقلی میرزا جانشین او شود و پس از بهبودی دستور داد پسر دوم خود را نیز کور کنند. 
شاه عباس در سال ۱۰۳۰ دوباره بیمار شد و امامقلی میرزا از بالین او جدا نشد تا سرنوشتش مانند برادرانش نشوند، شاه پس از بهبودی دستور داد تا سلیمان میرزا پسر صفی میرزا را هم کور کنند و امامقلی میرزا را ولیعهد کرد. وی تا سال ۱۰۳۶ در نزد شاه عزیز بود ولی شاه در این سال دستور داد تا او را نیز کور کنند و به قلعه الموت ببرند اما شاهزاده به طور کامل بینایی خود را از دست نداده بود و بعد از مرگ پدرش خواهان سلطنت شد و زینب بیگم، زبیده بیگم، نیز موافق این امر بودند اما سران قزلباش چشمان شاهزاده را دوباره میل کشیدند و سپس سام میرزا را با نام شاه صفی به سلطنت رساندند. امامقلی میرزا در سال ۱۰۴۲ قمری همراه با فرزندش نجفقلی میرزا اعدام شدند.